# Głuchówek (Łódź)
Pour les articles homonymes, voir Głuchówek.
Głuchówek est une localité polonaise de la gmina et du powiat de Rawa Mazowiecka en voïvodie de Łódź.